# Mathematische Konstante
Eine mathematische Konstante ist eine wohldefinierte, reelle, nicht-ganzzahlige Zahl, die in der Mathematik von besonderem Interesse ist. Anders als physikalische Konstanten werden mathematische Konstanten unabhängig von jedem physikalischen Maß definiert und sind demnach einheitenlos. Viele spezielle Zahlen haben eine besondere Bedeutung in der Mathematik und treten in vielen unterschiedlichen Kontexten auf. Beispielsweise gibt es auf den reellen oder komplexen Zahlen genau eine differenzierbare Funktion {\displaystyle f} mit {\displaystyle f^{\prime }=f} und {\displaystyle f(0)=1}. Daraus abgeleitet wird die mathematische Konstante {\displaystyle \mathrm {e} :=f(1)} definiert. Auf den komplexen Zahlen ist {\displaystyle f} eine periodische Funktion, und ihre Periodenlänge ist eine weitere mathematische Konstante: {\displaystyle 2\pi }. Mathematische Konstanten lassen sich in vielen Fällen numerisch beliebig genau berechnen. Jedoch gibt es auch einige mathematische Konstanten, für die nur sehr grobe Näherungen bekannt sind, wie zum Beispiel die Brunsche Konstante {\displaystyle B_{2}=1{,}90216058\dots }
Mathematische Konstanten werden in unterschiedlichen Teilgebieten der Mathematik untersucht. Von den meisten mathematischen Konstanten ist trotz großer Anstrengungen ungeklärt, ob sie rational, irrational-algebraisch oder transzendent sind. Eine besonders einfache Klasse bilden die polylogarithmischen Konstanten, zu denen die Logarithmen und die Werte der Riemannschen Zetafunktion an den positiven ganzzahligen Argumentstellen gehören. Für einen Teil dieser Klasse sind BBP-Reihen bekannt.

## Einige wichtige mathematische Konstanten
| Symbol                         | Dezimaldarstellung (OEIS-Link)                         | Name und Formel | Zahlentyp                | Erstmals beschrieben | Zahl bekannter Dezimalstellen            | Beschreibung |
| ------------------------------ | ------------------------------------------------------ | --- | ------------------------ | -------------------- | ---------------------------------------- | --- |
| {\displaystyle \pi }           | = 3,14159 26535 89793 23846 … (A000796)                | Kreiszahl, Pi, Archimedes-Konstante, ludolphsche Zahl | transzendent berechenbar | 2000 v. Chr.         | 50·1012                                  | Verhältnis des Umfangs zum Durchmesser eines Kreises. |
| {\displaystyle {\sqrt {2}}}    | = 1,41421 35623 73095 04880 … (A002193)                | Quadratwurzel von 2, Konstante von Pythagoras | irrational algebraisch   | 800 v. Chr.          | 1013                                     | Verhältnis der Diagonalen zur Kantenlänge eines Quadrates; positive Lösung von {\displaystyle x^{2}=2} |
| {\displaystyle {\sqrt {3}}}    | = 1,73205 08075 68877 29352 … (A002194)                | Quadratwurzel von 3, Konstante von Theodorus | irrational algebraisch   | 800 v. Chr.          | 2·1012                                   | Verhältnis der räumlichen Diagonalen zur Kantenlänge eines Würfels; positive Lösung von {\displaystyle x^{2}=3}                                                                                              |
| {\displaystyle \varphi ,\tau } | = 1,61803 39887 49894 84820 … (A001622)                | Goldener Schnitt: {\displaystyle \textstyle {\frac {1+{\sqrt {5}}}{2}}} | irrational algebraisch   | 250 v. Chr.          | 10·1012                                  | Größenverhältnis, das vielfach näherungsweise in der belebten und unbelebten Natur auftritt – in einem mathematisch präzisierbaren Sinne besonders irrational; positive Lösung von {\displaystyle x^{2}=x+1} |
| {\displaystyle \mathrm {e} }   | = 2,71828 18284 59045 23536 … (A001113)                | Eulersche Zahl: {\displaystyle \textstyle \sum \limits _{k=0}^{\infty }{\frac {1}{k!}}} | transzendent berechenbar | 1618 1683            | 12·1012                                  | Basis des natürlichen Logarithmus |
| {\displaystyle \gamma }        | = 0,57721 56649 01532 86060 … (A001620)                | Euler-Mascheroni-Konstante: {\displaystyle \textstyle \lim \limits _{n\to \infty }{\Bigl (}\sum \limits _{k=1}^{n}\!{\frac {1}{k}}-\ln n{\Bigr )}}                                                                         | berechenbar              | 1734                 | 6·1011                                   | Fläche zwischen der Hyperbel {\displaystyle {\frac {1}{x}}} und der Treppe {\displaystyle {\frac {1}{\lfloor x\rfloor }}} für {\displaystyle x\geq 1}                                                        |
| {\displaystyle \zeta (3)}      | = 1,20205 69031 59594 28539 … (A002117)                | Apéry-Konstante: {\displaystyle \textstyle \sum \limits _{k=1}^{\infty }{\frac {1}{k^{3}}}} | irrational berechenbar   | 1735                 | 12·1011                                  | Wert {\displaystyle \zeta (3)} der riemannschen Zetafunktion an der Stelle 3; Kehrwert der asymptotischen Wahrscheinlichkeit, dass 3 zufällig gewählte natürliche Zahlen teilerfremd sind                    |
| {\displaystyle E_{B}}          | = 1,60669 51524 15291 76378 … (A065442)                | Erdős-Borwein-Konstante: {\displaystyle \textstyle \sum \limits _{n=1}^{\infty }{\frac {1}{2^{n}-1}}} | irrational               | 1749                 | 2000 (OEIS)                              | Summe der Kehrwerte aller Mersenne-Zahlen |
| {\displaystyle \mu }           | = 1,45136 92348 83381 05028 … (A070769)                | Ramanujan-Soldner-Konstante |                          | 1792 1809            | 75.500                                   | Nullstelle des Integrallogarithmus |
| {\displaystyle \varpi }        | = 2,62205 75542 92119 81046 … (A062539)                | Lemniskatische Konstante: {\displaystyle \textstyle 2\int _{0}^{1}{\frac {\mathrm {d} t}{\sqrt {1-t^{4}}}}} | transzendent berechenbar | 1798                 | 6·1011                                   | Analogon zu π für die Lemniskate |
| {\displaystyle B_{L}}          | = 1,08366.                                             | Legendre-Konstante | rational                 | 1808                 | (5)                                      | aus Legendres Abschätzung x / (ln x − 1,08366) der Anzahl der Primzahlen ≤ x; asymptotisch ist 1 korrekt |
|                                | = 0,66274 34193 49181 58097 … (A033259)                | Grenzwert von Laplace |                          | 1827                 | 500                                      | maximale Exzentrizität, für die die Laplace-Reihe zur Lösung der Kepler-Gleichung konvergiert |
| {\displaystyle G}              | = 0,91596 55941 77219 01505 … (A006752)                | Catalansche Konstante: {\displaystyle \textstyle \sum \limits _{n=0}^{\infty }{\frac {(-1)^{n}}{(2n+1)^{2}}}} | berechenbar              | 1832 1864            | 6·1011                                   | Wert β(2) der Dirichletschen Betafunktion an der Stelle 2 |
| M1                             | = 0,26149 72128 47642 78375 … (A077761)                | Meissel-Mertens-Konstante: {\displaystyle \textstyle \lim \limits _{n\to \infty }{\Bigl (}\!\sum \limits _{p\leq n \atop p\;{\text{prim}}}\!\!{\frac {1}{p}}-\ln \ln n{\Bigr )}}                                           |                          | 1866 1873            | 8010                                     | Primzahl-Analogon zur Euler-Mascheroni-Konstante |
| A                              | = 1,28242 71291 00622 63687 … (A074962)                | Glaisher-Kinkelin-Konstante: {\displaystyle \textstyle \exp({\frac {1}{12}}-\zeta '(-1))} |                          | 1856 1878            | 20.000                                   | tritt bei der Auswertung von Integralen und Reihensummen auf |
| C                              | = 0,64341 05462 88338 02618 … (A118227)                | Cahen-Konstante: {\displaystyle \sum \limits _{k=0}^{\infty }{\frac {(-1)^{k}}{S_{k}-1}}} mit {\displaystyle S_{0}=2}, {\displaystyle S_{n}=1+S_{0}\cdots S_{n-1}}                                                         | transzendent berechenbar | 1891                 | 4000                                     | transzendente Zahl mit einfachem Bildungsgesetz für die Teilnenner der Kettenbruchentwicklung |
| K                              | = 2,58498 17595 79253 21706 … (A062089)                | Sierpiński-Konstante: {\displaystyle \pi (2\gamma +4\ln \Gamma ({\tfrac {3}{4}})-\ln \pi )} |                          | 1907                 | 5000 (OEIS)                              | tritt bei der Abschätzung von Summen über τ(n) ƒ(n) auf, wobei τ(n) die Anzahl der Paare (a,b) ganzer Zahlen mit a2+b2 = n ist                                                                               |
| K                              | = 0,76422 36535 89220 66299 … (A064533)                | Landau-Ramanujan-Konstante: {\displaystyle \textstyle {\frac {1}{\sqrt {2}}}\!\!\!\!\prod \limits _{p\;{\text{prim}} \atop \equiv 3\;({\text{mod}}\;4)}\!\!\!\!{\bigl (}1-{\frac {1}{p^{2}}}{\bigr )}^{-1/2}}              |                          | 1908                 | 125.079 (OEIS)                           | die Anzahl der Zahlen ≤ x, die Summe von zwei Quadratzahlen sind, ist ~ K x/√ln(x) |
| G                              | = 1,01494 16064 09653 62502 … (A143298)                | Gieseking-Konstante: {\displaystyle \textstyle \int _{0}^{2\pi /3}\ln(2\cos(x/2))\,\mathrm {d} x} |                          | 1912                 | 105 (OEIS)                               | maximales Volumen eines hyperbolischen Tetraeders |
| β                              | = 0,28016 94990 23869 13303 … (A073001)                | Bernstein-Konstante |                          | 1913                 | 50 (OEIS)                                | der Fehler der besten gleichförmigen Approximation von \|x\| auf [−1,1] durch Polynome von geradem Grad n ist ~ β/n                                                                                          |
| B2                             | = 1,90216 058… (A065421)                               | Brunsche Konstante: {\displaystyle \textstyle \sum \limits _{p,\,p+2\;{\text{prim}}}\!{\bigl (}{\frac {1}{p}}+{\frac {1}{p+2}}{\bigr )}}                                                                                   |                          | 1919                 | 9 unter Hardy-Littlewood-Vermutung u. a. | Summe der Kehrwerte aller Primzahlzwillinge |
| Π2, C2                         | = 0,66016 18158 46869 57392 … (A005597)                | Primzahlzwillingskonstante: {\displaystyle \textstyle \prod \limits _{p>2 \atop p\;{\text{prim}}}\!\!{\bigl (}1\!-\!{\frac {1}{(p-1)^{2}}}{\bigr )}}                                                                       |                          | 1922                 | 5020                                     | die Anzahl der Primzahlzwillinge ≤ x ist laut Hardy-Littlewood-Vermutung {\displaystyle \textstyle \sim 2\,C_{2}\int _{2}^{x}\!{\frac {\mathrm {d} t}{(\ln t)^{2}}}}                                         |
| 𝔏                              | > 0,5 + 10−335 ≤ 0,54325 89653 42976 70695 … (A081760) | Landau-Konstante |                          | 1929                 | 1                                        | Maximum, so dass für jede holomorphe Funktion ƒ mit ƒ ′(0) = 1 im Bild der Einheitskreisscheibe eine Kreisscheibe mit Radius 𝔏 liegt                                                                         |
| λ, μ                           | = 0,62432 99885 43550 87099 … (A084945)                | Golomb-Dickman-Konstante: {\displaystyle \textstyle \int _{0}^{1}e^{{\rm {li}}(x)}\mathrm {d} x} |                          | 1930 1964            | 1659                                     | asymptotische mittlere relative Länge des längsten Zykels einer Permutation |
| K0                             | = 2,68545 20010 65306 44530 … (A002210)                | Chintschin-Konstante: {\displaystyle \textstyle \prod \limits _{n=1}^{\infty }{\bigl (}1+{\frac {1}{n(n+2)}}{\bigr )}^{\log _{2}n}}                                                                                        |                          | 1934                 | 110.000                                  | fast überall das geometrische Mittel der Teilnenner der Kettenbruchentwicklung |
| m                              | = 1,18656 91104 15625 45282 … (A100199)                | Chintschin-Lévy-Konstante: {\displaystyle \pi ^{2}/(12\,\ln 2)} |                          | 1935                 | 3,1026·1010                              | fast überall der Grenzwert für n → ∞ von (ln qn)/n, wobei qn der Nenner des n-ten Näherungsbruchs ist |
| A, θ                           | = 1,30637 78838 63080 69046 … (A051021)                | Mills-Konstante |                          | 1946                 | 6850 unter Riemann-Hypothese             | kleinste Zahl A > 0, so dass ⌊A3ⁿ⌋ für jedes n = 1, 2, 3, … eine Primzahl ist |
| Λ                              | {\displaystyle \geq 0} < 0,5                           | De-Bruijn-Newman-Konstante |                          | 1948 1976            | 0                                        | Minimum, so dass eine bestimmte komplexe Funktion HΛ nur reelle Nullstellen hat; „Λ ≤ 0“ ist äquivalent zur Riemann-Hypothese                                                                                |
| W                              | = 1,53960 07178 39002 03869 … (A118273)                | Liebs Eiswürfelkonstante: {\displaystyle (4/3)^{3/2}} | irrational algebraisch   | 1967                 | 1,6·108                                  | Restentropie von Eis ist N k ln W in einem exakt lösbaren 2D-Modell in der statistischen Physik |
|                                | = 1,70521 11401 05367 76428 … (A033150)                | Niven-Konstante: {\displaystyle \textstyle 1+\sum \limits _{k=2}^{\infty }{\bigl (}1-{\frac {1}{\zeta (k)}}{\bigr )}} |                          | 1968                 | 256                                      | mittlerer maximaler Exponent der Primfaktorzerlegungen der Zahlen 1, 2, 3, … |
| λ                              | = 0,30366 30028 98732 65859 … (A038517)                | Gauß-Kusmin-Wirsing-Konstante |                          | 1973                 | 468                                      | tritt bei der Beschreibung der Konvergenz der Zahlenverteilung in Kettenbruchentwicklungen auf |
| C                              | = 1,46707 80794 33975 47289 … (A086237)                | Porter-Konstante: {\displaystyle \textstyle {\frac {6\ln 2}{\pi ^{2}}}{\bigl (}3\ln 2+4\gamma -{\frac {24}{\pi ^{2}}}\zeta '(2)-2{\bigr )}-{\frac {1}{2}}}                                                                 |                          | 1974                 | 256                                      | tritt in Formeln der asymptotischen mittleren Divisionsanzahl im Euklidischen Algorithmus auf |
| Ω                              | ≈ 0,00787 49969 97812 3844 (A100264)                   | Chaitinsche Konstante | nicht-berechenbar        | 1975                 | (64 bit)                                 | Wahrscheinlichkeit, mit der eine universelle Turingmaschine bei beliebiger Eingabe anhält |
| α                              | = 0,80939 40205 40639 13071 … (A085291)                | Alladi-Grinstead-Konstante: {\displaystyle \textstyle \exp {\Bigl (}\!{\Bigl (}\sum \limits _{k=2}^{\infty }{\frac {1}{k}}\ln {\frac {k}{k-1}}{\Bigr )}-1{\Bigr )}}                                                        |                          | 1977                 | 102 (OEIS)                               | in n! als Produkt von n Primzahlpotenzen wächst der größtmögliche kleinste Faktor logarithmisch ~ α ln n |
| δ                              | = 4,66920 16091 02990 67185 … (A006890)                | 1. Feigenbaum-Konstante |                          | 1979                 | 1019                                     | Übergang ins Chaos: Bifurkationsgeschwindigkeit |
| α                              | = 2,50290 78750 95892 82228 … (A006891)                | 2. Feigenbaum-Konstante |                          | 1979                 | 1019                                     | Übergang ins Chaos: Reduktionsparameter |
| F                              | = 2,80777 02420 28519 36522 … (A058655)                | Fransén-Robinson-Konstante: {\displaystyle \textstyle \int _{0}^{\infty }\!{\frac {1}{\Gamma (x)}}\,\mathrm {d} x} |                          | 1978                 | 1025                                     | Fläche zwischen der x-Achse und der Kurve 1/Γ(x) für x > 0 |
| Λ                              | = 1,09868 58055 25187 01… (A086053)                    | Lengyel-Konstante |                          | 1984                 | 18 (OEIS)                                | tritt bei der asymptotischen Analyse der Anzahl der Ketten vom kleinsten zum größten Element im Verband der Partitionen auf                                                                                  |
| σ                              | = 0,35323 63718 54995 98454 … (A085849)                | Hafner-Sarnak-McCurley-Konstante: {\displaystyle \textstyle \prod \limits _{p\;{\text{prim}}}\!\!\!{\Bigl (}\!1\!-\!{\bigl (}1\!-\!\!\prod \limits _{k=1}^{\infty }(1\!-\!{\frac {1}{p^{k}}}\!){\bigr )}^{\!2}\!{\Bigr )}} |                          | 1993                 | 40 (OEIS)                                | asymptotische Wahrscheinlichkeit, dass die Determinanten von zwei Ganzzahl-Matrizen teilerfremd sind |
| B                              | = 1,45607 49485 82689 67139 … (A072508)                | Backhouse-Konstante |                          | 1995                 | 1300                                     | −1/B ist die Nullstelle der Potenzreihe mit 1 und den Primzahlen als Koeffizienten |
| K                              | = 1,13198 82487 943… (A078416)                         | Viswanath-Konstante |                          | 1997                 | 13 (OEIS)                                | Basis des asymptotisch exponentiellen Wachstums zufälliger Fibonacci-Folgen |
| β*                             | = 0,70258 … (A118288)                                  | Embree-Trefethen-Konstante |                          | 1999                 | 5 (OEIS)                                 | Grenzkoeffizient verallgemeinerter zufälliger Fibonacci-Folgen |